# Норберт Шендрей
Норберт Шендрей (угор. Norbert Szendrei, нар. 27 березня 2000, Ньїредьгаза, Угорщина) — угорський футболіст, нападник клубу «Залаегерсег».

## Ігрова кар'єра

### Клубна
Норберт Шендрей народився у місті Ньїредьгаза і займатися футболом почав в академії місцевого однойменного клуба. У 2012 році він приєднався до академії столичного клубу «Гонвед». І саме в цьому клубі Шендрей дебютував на професійному рівні. 27 травня 2018 року в матчі чемпіонату країни проти «Відеотону» Шендрей вперше вийшов на поле в головній клубній команді. Разом з клубом нападник став переможцем Кубка Угорщини в сезоні 2019/20.
Влітку 2021 року Шендрей перейшов до клубу «Фегервар», де відіграв один сезон. А наступного літа футболіст приєднався до «Залаегерсега», підписавши з клубом контракт на чотири роки.

### Збірна
З 2016 року Норберт Шендрей виступав за юнацькі збірні Угорщини. У 2021 році він брав участь в домашньому молодіжному чемпіонаті Європи. 

## Титули
Гонвед
 Переможець Кубка Угорщини: 2019/20